# 4. základní expedice (Mir)
4. základní expedice, zkráceně EO-4 (rusky 4-я основная экспедиция, ЭО-4), na Mir byla trvalou (celkově osmou) expedicí vyslanou Sovětským svazem na jeho vesmírnou stanici Mir. Expedice byla zahájena 26. listopadu 1988 startem kosmické lodi Sojuz TM-7 a trvala do přistání téže lodi 27. dubna 1989. Výprava byla tříčlenná a skládala se z velitele Alexandra Volkova, palubního inženýra Sergeje Krikaljova a lékaře-výzkumníka Valerij Poljakov, který do expedice přešel z předešlé 3. základní posádky.

## Posádka
| Pozice          | Kosmonaut                          |
| --------------- | ---------------------------------- |
| Velitel         | Alexandr Volkov, (2) CPK           |
| Palubní inženýr | Sergej Krikaljov, (1) NPO Eněrgija |
| Lékař-výzkumník | Valerij Poljakov, (1) IMBP         |

V závorkách je uveden dosavadní počet letů do vesmíru včetně této expedice.
| Pozice          | Záložní posádka                 | Rezervní posádka                |
| --------------- | ------------------------------- | ------------------------------- |
| Velitel         | Alexandr Viktorenko, CPK        | Anatolij Solovjov, CPK          |
| Palubní inženýr | Alexandr Serebrov, NPO Eněrgija | Alexandr Balandin, NPO Eněrgija |
| Lékař-výzkumník | German Arzamasov, IMBP          | Alexandr Borodin, IMBP          |

## Průběh expedice

### Sestavení posádky a zahájení expedice
Příprava kosmonautů ke čtvrtému dlouhodobému letu na stanici Mir začala v lednu 1988, kdy byli jmenováni do hlavní posádky Alexandr Volkov (velitel) a Alexandr Kaleri (palubní inženýr), zálohu tvořili Alexandr Viktorenko a Alexandr Serebrov. V březnu 1988 Kaleriho, odstraněného z přípravy ze zdravotních důvodů, nahradil Sergej Krikaljov. Třetí, rezervní, posádka byla jmenována v září 1988 a sestávala z Anatolije Solovjova a Alexandra Balandina.
Expedice začala startem kosmické lodi Sojuz TM-7 z kosmodromu Bajkonur 26. listopadu 1988 v 15.49:34 UTC, se stanicí Mir se loď spojila 28. listopadu v 17.16 UTC. Kromě dvojice Volkov, Krikaljov byl třetím členem posádky Sojuzu (a jediným kosmonautem 5. návštěvní expedice) Jean-Loup Chrétien z francouzské kosmické agentury CNES, kterému třítýdenní cestu do vesmíru v rámci programu Aragatz umožnila francouzsko-sovětská dohoda.

### Průběh letu
Po spojení se stanicí se kosmonauti přivítali s Vladimirem Titovem a Musou Manarovem ze 3. základní expedice. Během následujících dní od nich přebírali stanici, současně Chrétien se sovětskými kolegy prováděl experimenty programu Agaratz. Od 1. prosince se Volkov a Chrétien připravovali na výstup do vesmíru, který proběhl 7. prosince. Při něm vynesli na povrch stanice zařízení a nářadí pro experimenty ERA a Obrazcy. Na kuželovou část přechodového úseku instalovali nosnou plošinu a na ni připevnili soupravu ERA. Jde o skládací konstrukci vyrobenou firmou Aérospatiale z tyčí z uhlíkového laminátu o délce 1 m s kovovými kloubovými spoji. Konstrukce v rozloženém stavu měla tvar šestibokého hranolu o průměru 3,8 m a výšce 1 m. Průběh rozkládání byl sledován televizní kamerou a mikroakcelerometry, které zjišťovaly také vibrace rozložené konstrukce. Po ukončení měření se konstrukce oddělila od stanice. Kosmonauti také upevnili na povrch stanice vzorky nátěrů a plastických hmot k sledování jejich degradace působením atomárního kyslíku a slunečního ultrafialového záření a detektor mikrometeoritů. Výstup trval 6 hodin.
Titov, Manarov a Chrétien 21. prosince odletěli na Zem v Sojuzu TM-6. O několik dní později (27. prosince se ke stanici připojil nákladní Progress 39, další dny Volkov a Krikaljov strávili vykládkou lodi.
V novém roce se dvojice kosmonautů věnovala fotografování a pozorování Sibiře a Dálného východu. Pozorovali hvězdy, galaxie a mlhoviny na bulharském zařízení Zagorka a ultrafialovým dalekohledem Glazar, také měřili optické vlastnosti atmosféry Země. Observatoř Rentgen v modulu Kvant využili ke sledování souhvězdí Plachet (Vela) a Malého Magellanova mračna. Poljakov pravidelně lékařsky vyšetřoval posádku.
Od poloviny ledna se připravovali k dalšímu výstupu do vesmíru, ten však byl 1. února zrušen. Poté pokračovali v astronomických a lékařsko-biologických pozorováních a experimentu Jantar (na umělohmotný film nanášeli stříbro-palladiový a hliníko-wolframový povlak).
Dne 7. února se Progress 39 odpojil od Miru a shořel v atmosféře Země. Další zásobovací Progress – už čtyřicátý – přiletěl 12. února a zůstal připojen ke stanici do 3. března. Dalekohledem Glasar kosmonauti pozorovali souhvězdí Býka (Taurus), měřili radiaci spektrometrem Marija, pozorovali centrální části naší Galaxie v souhvězdí Střelce (Sagittarius), měřili spektra atmosféry Země. Od 18. března do 21. dubna byl k Miru připojen Progress 41. Po vyložení Progressu se věnovali pozorování a fotografování Země, astronomickým pozorováním a opravám elektrických rozvodů stanice. V očekávání přistání začali cvičit v podtlakových oblecích Čibis.
Sojuz, kterým měla přiletět střídající posádka, byl během přípravných prací na kosmodromu Bajkonur poškozen. Kosmonauti proto museli stanici připravit na automatický režim letu. Podle plánu letu měli Volkov a Krikaljov přijmout nový modul stanice – Kvant-2. Modul byl určen pro dovybavení Miru zařízením, které pro příliš velkou hmotnost nemohlo být umístěno v základním bloku. Jeho výroba se však zdržela a proto byl vypuštěn až v listopadu 1989. Odklad startu modulu posloužil jako oficiální zdůvodnění převedení Miru do bezpilotního režimu letu.
V posledních dnech expedice kosmonauti dokončili biologické experimenty – výzkum růstu pšenice (Triticum aestivum L.) a tkáňové kultury huseníčku rolního (Arabidopsis thaliana Heynh.) a též syntézu polyakrylamidového gelu pro čištěni biologicky aktivních látek.
Dne 26. dubna ve 23.28 UTC odletěli z Miru s lodí Sojuz TM-7. Přistáli ve 2.58 UTC jižně od obce Tikenekty asi 140 km severovýchodně od Džezkazganu. Při přistávacím manévru se Krikaljov lehce zranil na noze.